# Boeing KC-135 Stratotanker
Boeing KC-135 Stratotanker je vojenský letoun určený pro doplňování paliva jiných letounů ve vzduchu. Kromě doplňování paliva může sloužit i k přepravě cestujících a nákladu. Byl, stejně jako jeho civilní dopravní protějšek Boeing 707, vyvinut z prototypu Boeing 367-80. KC-135 byl prvním tankovacím letounem s proudovým pohonem sloužícím u amerického letectva (USAF). Tento letoun nahradil starší letouny Boeing KC-97 Stratofreighter. Letoun byl během své služby často modernizován, včetně celkové výměny všech motorů. KC-135 byl původně určen k doplňování paliva za letu strategických bombardérů, ale byl intenzivně používán i ve válce ve Vietnamu a pozdějších konfliktech, jako byla například operace Pouštní bouře, aby prodloužil dolet a výdrž ve vzduchu stíhacím letounům a bombardérům amerického letectva, námořnictva i námořní pěchoty. Dá se říci, že ve všech konfliktech od 60. let 20. století hrál klíčovou úlohu v podpoře amerických vojenských letounů.
Jelikož letoun slouží v rámci USAF od roku 1957, je jedním z pouhých šesti typů letounů s pevnými křídly, které slouží u původního provozovatele (USAF) více než 50 let. Letouny KC-135 byly časem doplněny většími letouny KC-10 Extender. Navzdory zvyšujícím se nákladům na údržbu některé studie naznačují, že mnoho letounů bude létat až do roku 2040.

## Vývoj

### Historické pozadí

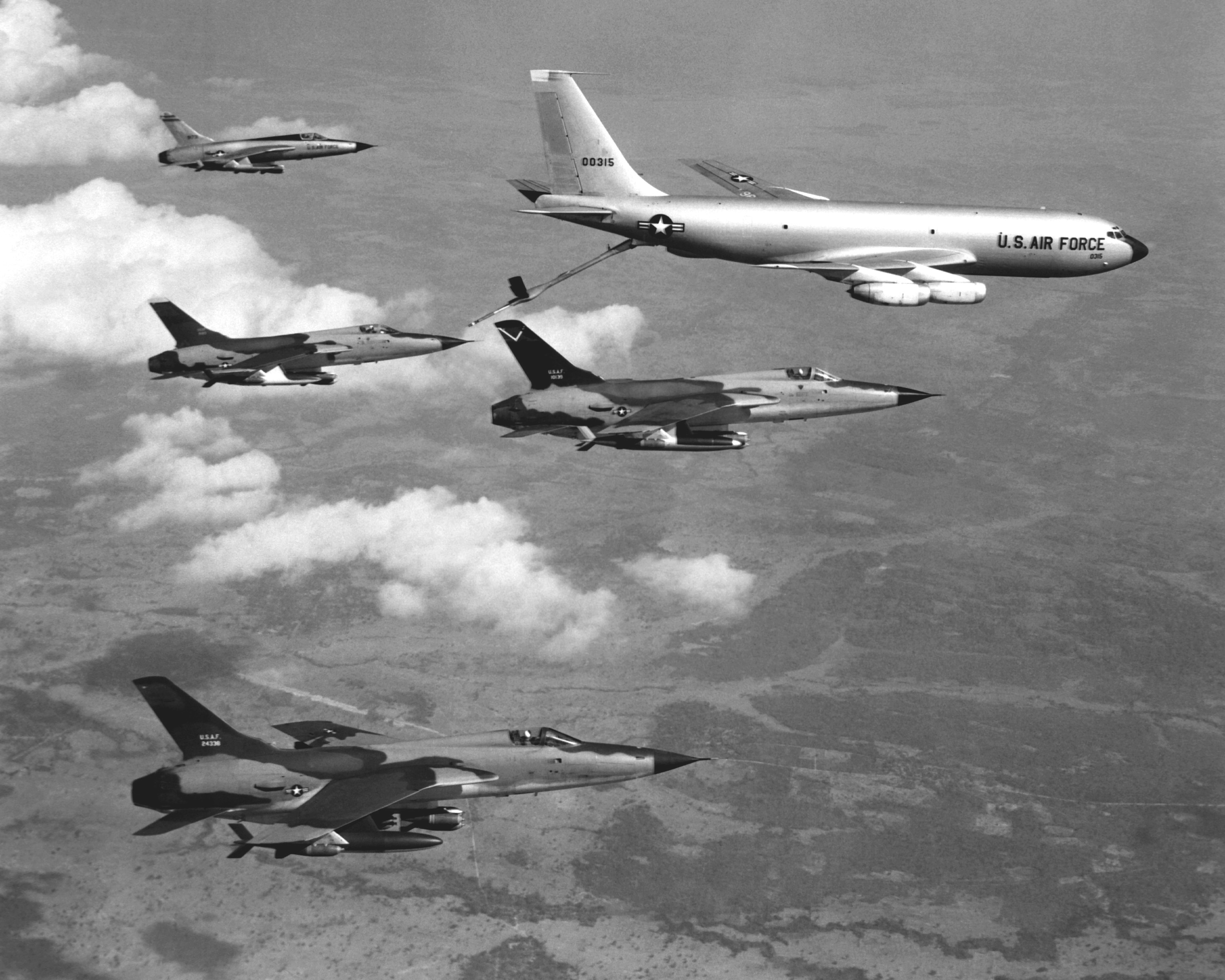
Letoun KC-135A doplňuje palivo letounům F-105D během války ve Vietnamu.

USA založily v březnu 1946 Velitelství strategických vzdušných sil (SAC), které dostalo za úkol zasáhnout leteckým úderem jakýkoliv cíl na světě. K tomu mělo k dispozici bombardéry B-29 a od roku 1950 i bombardéry B-50. Tyto bombardéry však neměly dostatečný dolet, a proto musely být umístěny na základnách daleko od území Spojených států. Řešením bylo zavedení nových typů bombardérů a další rozvíjení technologií tankování letounů ve vzduchu.
Po zavedení prvních proudových bombardérů (např. B-47) bylo jasné, že tankovací letouny poháněné vrtulovými motory jsou pro tento úkol nedostatečné. Očekávané zavedení letounů B-52 ještě urychlilo tlak na rychlé zavedení tankovacích letounů s proudovým pohonem.
Podobně jako jeho „sourozenec“, komerční dopravní letoun Boeing 707, byl letoun KC-135 odvozen od prototypu transportního letounu Boeing 367-80, který byl obvykle nazýván "Dash-80". Letoun KC-135 je tomuto letounu podobný, má však užší trup a je kratší než letoun Boeing 707. Boeing, který vyvíjel letoun na vlastní náklady, dal vyvíjenému tankovacímu letounu KC-135 původní firemní označení Model 717.

### Rozhodnutí USAF
V listopadu 1953 bylo rozhodnuto o nákupu 200 tankovacích letounů v následujících letech. V roce 1954 vyhlásilo Velitelství strategických sil USAF soutěž na dodání tankovacího letounu s proudovým pohonem. Osloveny byly společnosti Boeing, Consolidated Vultee Aircraft Corporation, Douglas, Fairchild, Lockheed a Martin. Tankovací verze plánovaného dopravního letounu Lockheed L-193 s motory namontovanými na ocase byla vyhlášena vítězem v roce 1955. Jelikož však letoun navržený společností Boeing již létal, mohl být letoun KC-135 dodán o dva roky dříve než vítězný stroj společnosti Lockheed. Proto USAF objednalo 250 letounů KC-135 do té doby, než budou vyrobeny stroje společnosti Lockheed. Nakonec byla objednávka u společnosti Lockheed zrušena, protože letectvo nechtělo provozovat dva různé typy tankovacích letounů. Lockheed nikdy nevyrobil svůj proudový dopravní letoun, zatímco Boeing se se svou rodinou letounů řady 707 stal dominantním hráčem na trhu dopravních letadel.
V roce 1954 americké letectvo objednalo prvních 29 letounů z celkové flotily 732 letounů KC-135A. Poslední letouny KC-135 byly dodány v roce 1965.

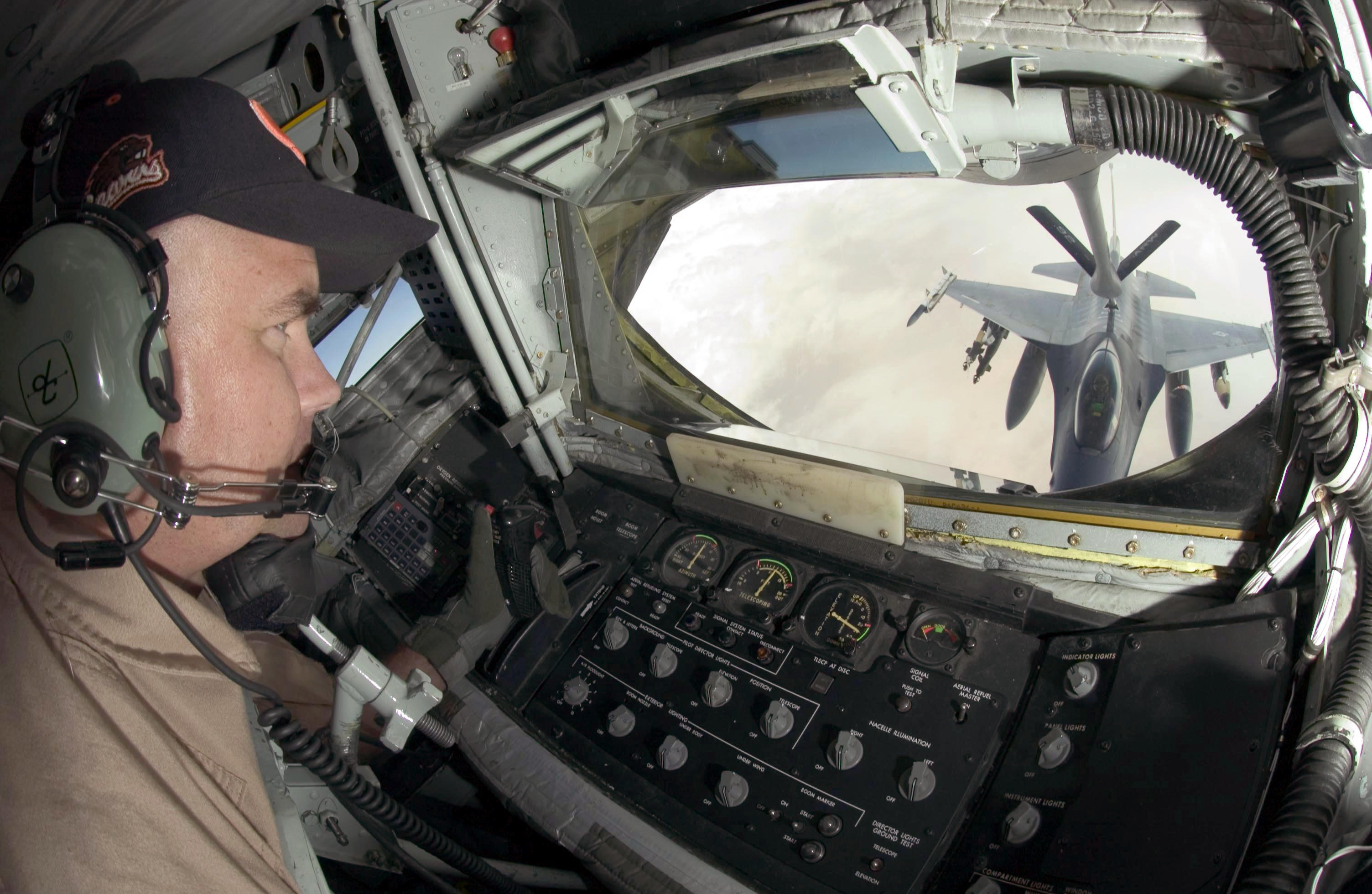
USAF KC-135R – pohled na obsluhu tankovacího zařízení

### Představení letounu a první let
Letoun byl formálně představen a pokřtěn v závodě společnosti Boeing ve městě Renton 18. 7. 1956. Poté následovaly pozemní testy letounu. Letoun poprvé vzlétnul 31. 8. 1956, přičemž první let trval 1 hodinu a 19 minut. USAF převzalo letoun 24. ledna 1957. Letoun byl poté testován letectvem na letecké základně Edwards.

### Testy a letové zkoušky
Poté, co v letech 1953 a 1954 havarovalo několik linkových dopravních letounů Comet vlivem únavy materiálu, požadovalo USAF u letounu K-135 zvláštní hydrostatické zkoušky trupu letounu. Americké letectvo si zvolilo osmý vyrobený trup letounu, který byl umístěn do nádrže s 1,6 miliónu litrů vody. Zvyšováním a snižováním tlaku bylo simulováno namáhání trupu během letu. Jeden zkušební cyklus představoval šest letových hodin. Po 12 155 cyklech (což odpovídá 72 930 letovým hodinám) se objevily první trhliny na plášti letounu. Výsledkem byly úpravy v konstrukci, upraveny byly i již vyrobené letouny.
Letové zkoušky v letech 1957 a 1958 prokázaly výrazný výkonnostní posun oproti letounům KC-97. Výška pro doplňování paliva vzrostla z původních 5 500 m (18 000 stop) na 10 700 m (35 000 stop), což bylo mnohem výhodnější pro strategické bombardéry. Maximální dostup byl 12 000 m a stoupavost 671 m/min. Nový letoun mohl nést téměř 100 000 l paliva, což bylo téměř dvakrát více než KC-97F (56 700 l), rychlost tankování byla 3 400 l/min.
Během zkoušek byly odhaleny některé nedostatky, jejichž řešení si často vyžádalo mnoho času. Největším nedostatkem letounu však byl nedostatečný výkon motorů. V závislosti na povětrnostních podmínkách potřeboval plně naložený letoun s původními motory J57-P-43W s vstřikováním vody rozjezd o délce 2 800 až 3 300 m. Tak dlouhou dráhu však neměla každá základna letectva. Další problémy způsobovalo selhání některého z motorů při startu. Výsledkem bylo snížení maximální vzletové hmotnosti. Vyřešení tohoto problému přinesla až celková remotorizace letounů.

### Úpravy letounu

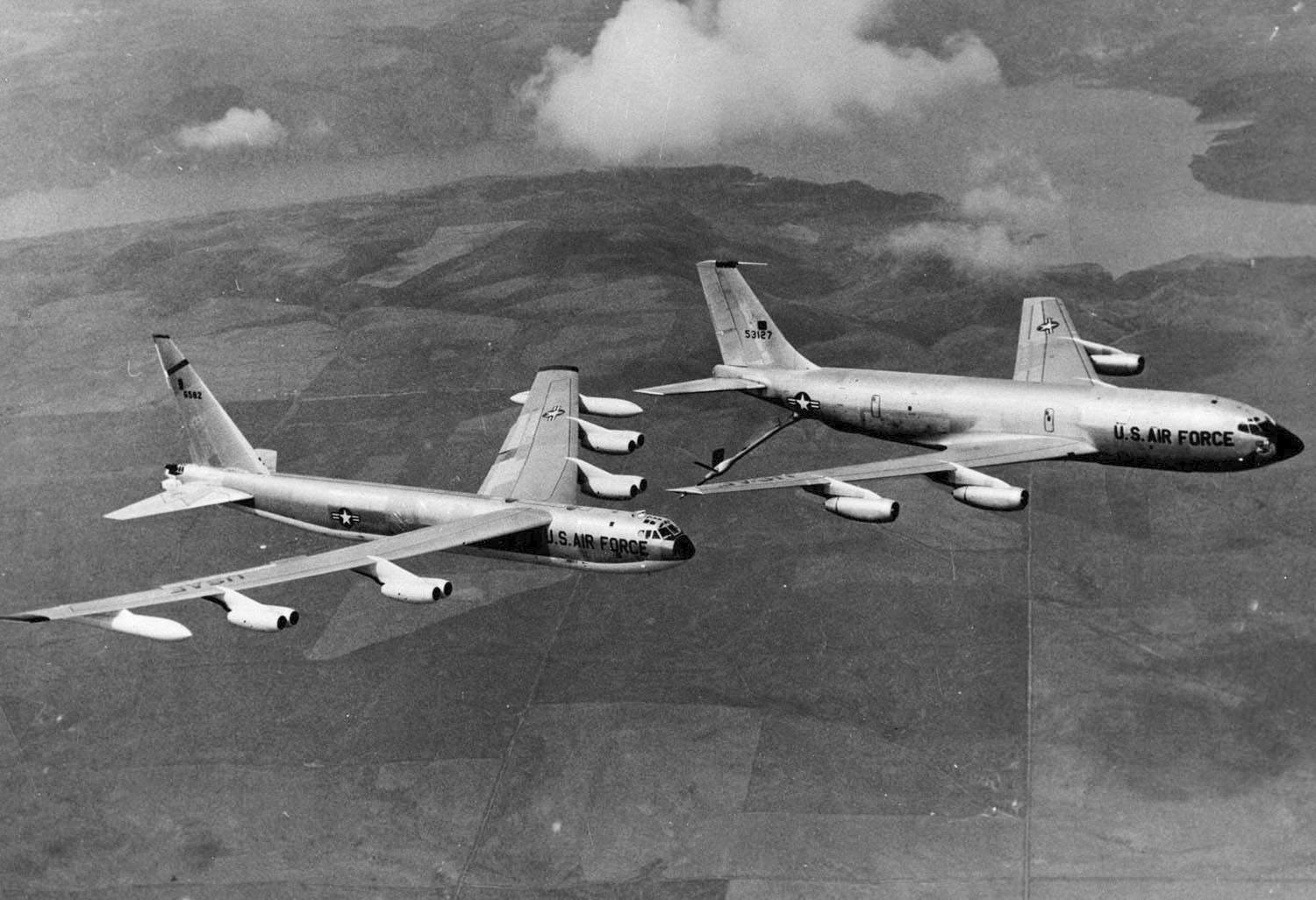
Obrázek z dob Studené války – letoun B-52D tankuje palivo z letounu KC-135A

Varianta KC-135Q byla upravena k přepravě paliva JP-7, které potřebovaly letouny SR-71 Blackbird, odděleně od ostatního paliva potřebněho pro vlastní let letounu KC-135 (nádrže v trupu obsahovaly palivo JP-7 a nádrže v křídlech palivo JP-4 nebo JP-8). Když letouny KC-135Q obdržely nové motory CFM56, byly přeznačeny na KC-135T. Mezi letouny KC-135R a KC-135T je pouze malý viditelný rozdíl. KC-135T má okénko ve spodní části ocasních ploch, kde je umístěn dálkově ovládaný vyhledávací reflektor. Má také dvě místa pro plnění palivem na zemi, takže pozemní personál může odděleně plnit nádrže v trupu letounu a v křídlech.
Osm letounů KC-135R je vybaveno zařízením, které jim umožňuje přijímat palivo za letu, tyto letouny jsou obvykle označovány jako KC-135R(RT). Všech osm letounů bylo přiděleno k 22. křídlu leteckého tankování (22nd Air Refueling Wing) na letecké základně McConnell v Kansasu, USA. Tyto letouny jsou používány pro rozšíření působnosti stroje a pro zvláštní operace. Jsou osazovány vysoce kvalifikovanými posádkami, které jsou schopny za letu přijímat palivo. Pokud toto není potřeba, letoun může být používán jako běžný letoun KC-135R.
V zájmu rozšíření schopností a zvýšení spolehlivosti prošel letoun KC-135 několika vylepšeními. Mezi tyto vylepšení patřil program Pacer-CRAG (CRAG znamená Kompas, radar a GPS), kterým v letech 1999 až 2002 prošly všechny letouny, a který vedl k vyřazení pozice navigátora z posádky. Program vyvinula společnost Rockwell Collins ve státě Iowa. a úpravy byly prováděny společností BAE Systems na letišti Mojave v Kalifornii.

### Remotorizace letounu

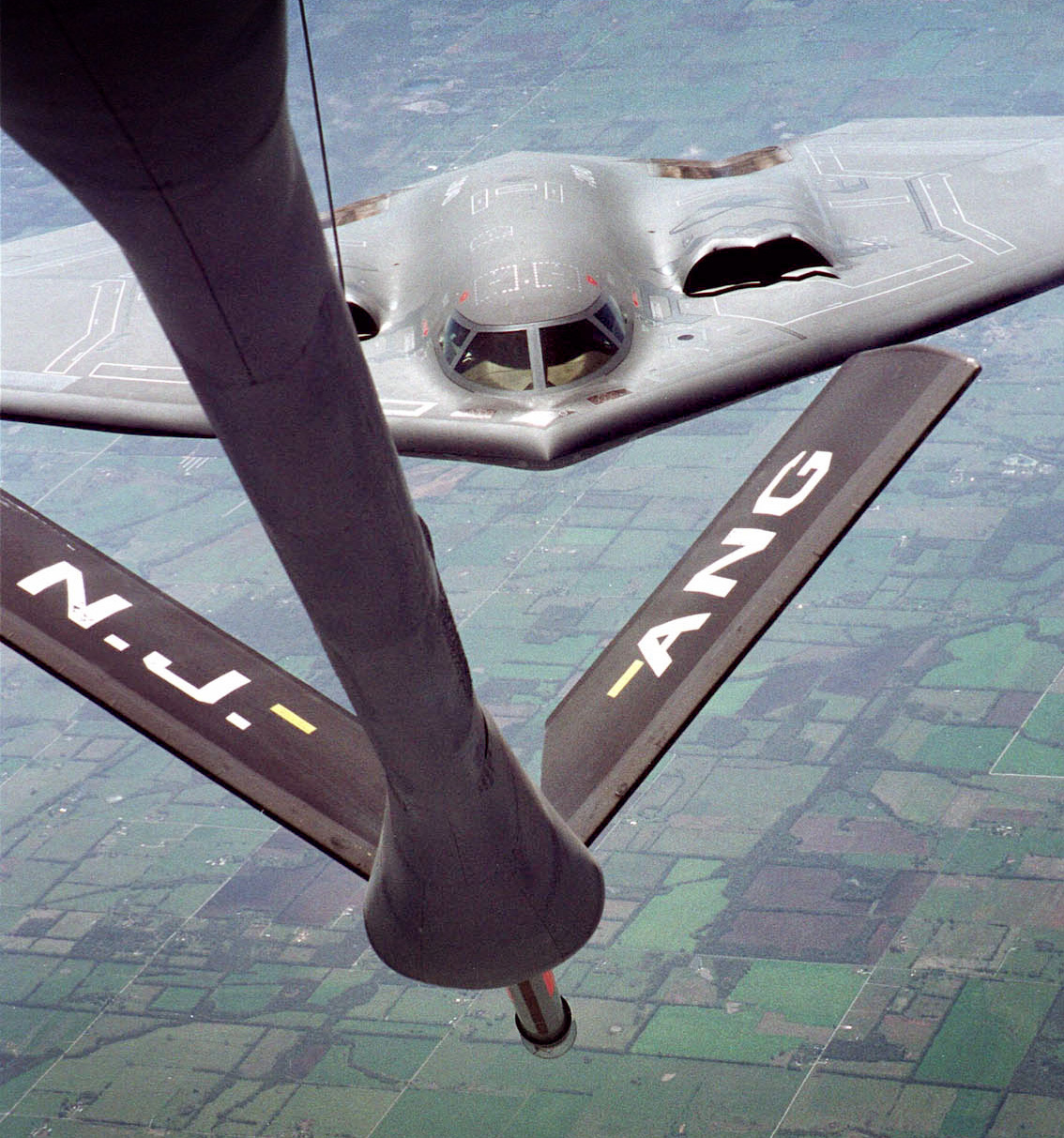
Letoun B-2 Spirit poblíž tankovacího ráhna letounu KC-135.

Všechny letouny KC-135 byly původně vybaveny proudovými motory Pratt & Whitney J57-P-59W s běžným tahem 44 kN a zvýšeným tahem 58 kN. Zvýšeného tahu bylo dosahováno vstřikováním vody při startu letounu. Během dvou a půl minuty bylo do motorů vstříknuto 670 galonů (asi 2 500 l) vody. Tato voda umožňovala aktivování druhé sady trysek vstřikujících palivo, a tím i zvýšení výkonu motoru bez rizika roztavení lopatek turbíny. Voda se při průchodu motorem změnila na páru, která vycházela z motoru s ostatními plyny a tím dále zvyšovala výkon motoru. Motor měl při tomto použití poněkud vyšší teplotu a hlučnost.
V 80. letech 20. století bylo v rámci prvního programu výměny motorů remotorizováno 157 letounů leteckých záloh (AFRES) a Národní letecké gardy (ANG) dvouproudovými motory Pratt & Whitney TF-33-PW-102 pocházejícími z civilních letounů Boeing 707, které byly vyřazeny na konci 70. a na začátku 80. let 20. století. Takto upravené letouny byly označeny KC-135E a měly o 14% menší spotřebu paliva než verze KC-135A a mohly použít k natankování při dlouhých letech o 20% více paliva než původní typ. (Rozdíl je v tom, že původní typ A měl prázdnou hmotnost 47 000 kg, zatímco model E měl hmotnost 52 000 kg. Ale maximální vzletová hmotnost se nezvýšila. Proto mohl model E nést jen 86 000 kg paliva, zatímco původní model A mohl nést 91 000 kg paliva.) Jako jediná byla letadla KC-135E vybavena obraceči tahu pro brzdění při zrušení startu a pro zkrácení délky přistání. Flotila letounů KC-135E byla buď rekonstruována na variantu R nebo umístěna do dlouhodobého skladování. Poslední letoun KC-135E, označený číslem 56-3630 byl dodán k dlouhodobému skladování k AMARG na základnu Davis-Monthan v září 2009.
Druhým programem výměny motorů, byla remotorizace 500 letounů novými motory CFM International CFM56 (vojenské označení: F108), které vyrábějí společnosti General Electric a Snecma. Dvouproudové motory CFM-56 mají tah 100 kN, což je téměř o 100% více než původní motory J57 při maximálním výkonu. Takto remotorizované stroje, označené buď KC-135R nebo KC-135T, mohou použít k tankování o 50% více paliva (na dlouhých trasách), mají o 25% menší spotřebu paliva a vydávají podstatně nižší hluk (hluk při startu byl snížen ze 126 na 99 decibelů).
Operační dolet letounu KC-135R je o 60% větší než u letounu KC-135E s porovnatelným množstvím paliva k tankování, což značně rozšiřuje jeho operační schopnosti.
V současné době se již neuvažuje o modernizaci zbývajících letounů KC-135E na letouny KC-135R. Modernizace by stála asi 3 miliardy dolarů, tedy 24 miliónů dolarů na letadlo. Podle údajů letectva byly celkové náklady na provoz těchto letounů v roce 2001 2,2 miliardy dolarů. Provoz starší varianty E vychází průměrně na 4,6 milionu dolarů na letoun, zatímco provoz letounu varianty R vychází průměrně na 3,7 milionu dolarů na letoun. Tyto náklady zahrnují personální výdaje, palivo, údržbu, úpravy a náhradní díly.

### Vícebodový systém tankování (Multi-Point Refueling System program)

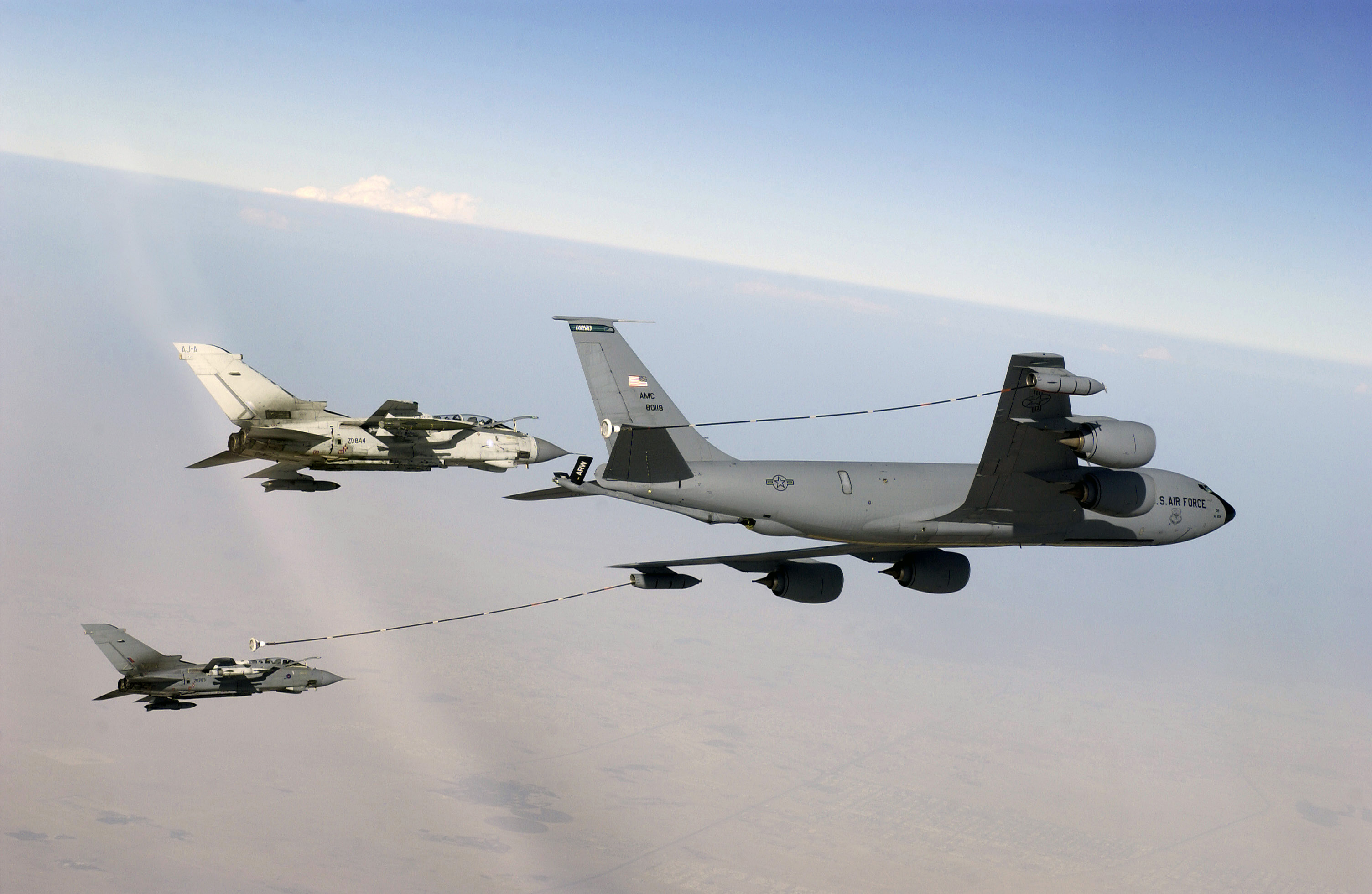
Letoun KC-135R doplňuje palivo pomocí vícebodového tankovacího zařízení palivo britským letounům Tornado během operací v Iráku.

V rámci tohoto programu byly pod křídla přidány podvěsné kontejnery s hadicovým tankovacím zařízením. Tato zařízení umožňují tankovat letouny US Navy, USMC a většinu spojeneckých letounů v rámci NATO, přičemž je zachován tankovací nástavec pod ocasem letounu pro tankování letounů USAF. Jako podvěsná tankovací zařízení jsou použity kontejnery "Flight Refueling Limited (FRL) MK.32B". Tato zařízení umožňují tankovat dva letouny současně, čímž se zvyšuje efektivita použití v porovnání s tankováním jednoho letounu pomocí sklopného nástavce.

### Výzkum a vývoj
Mimo svou hlavní úlohu tankovacího letounu se letoun KC-135, označený NKC-135, účastnil několika výzkumných projektů NASA v Drydenově leteckém výzkumném středisku na základně Edwards v Kalifornii. Jeden z těchto výzkumů probíhal v letech 1979 a 1980, kdy byla zkoušena malá svislá křidélka instalovaná na koncích křídel. Výzkum dokázal, že tato křidélka snižují odpor vzduchu a tím zvyšují dolet letounu při cestovní rychlosti až o 7 procent. Tato křidélka jsou nyní běžně používána u moderních typů komerčních i vojenských dopravních letounů a u malých obchodních dopravních letounů.
NASA rovněž provozovala několik letounů KC-135 (bez tankovacího zařízení) jako letouny pro simulování stavu beztíže. Nejdéle takto sloužil (1973 - 1995) letoun KC-135A, sériové číslo letectva 59-1481 pojmenovaný Weightless Wonder IV registrovaný pod číslem N930NA.

### Elektronický boj
Určitý počet letounů KC-135A a KC-135B byl modifikován na letouny označené EC-135, RC-135 a OC-135, které jsou používány v rozličných rolích pro vedení elektronického průzkumu a boje.

## Popis

### Trup letounu

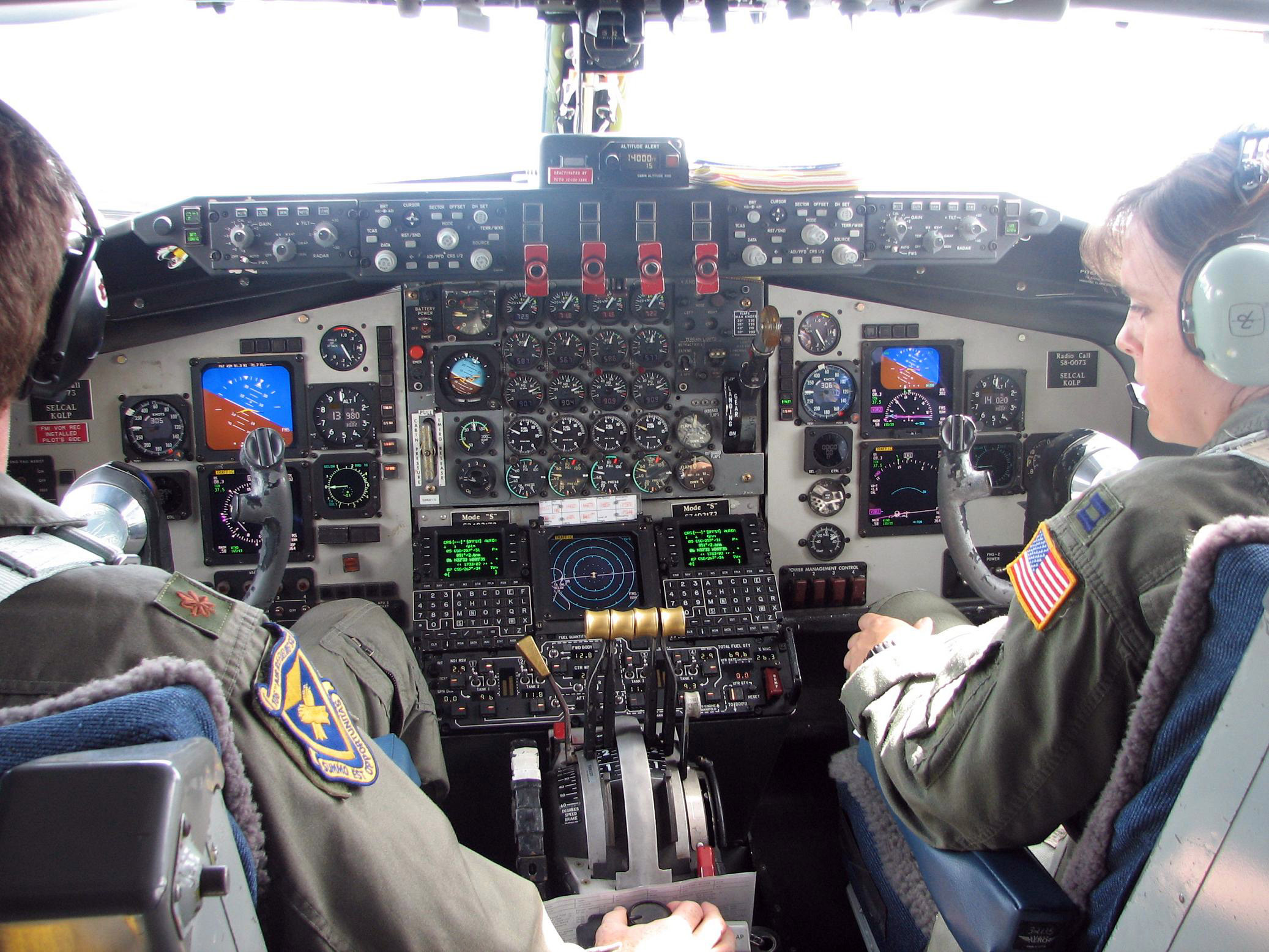
Přístrojový panel letounu KC-135R, který byl upraven v rámci programu Pacer-CRAG

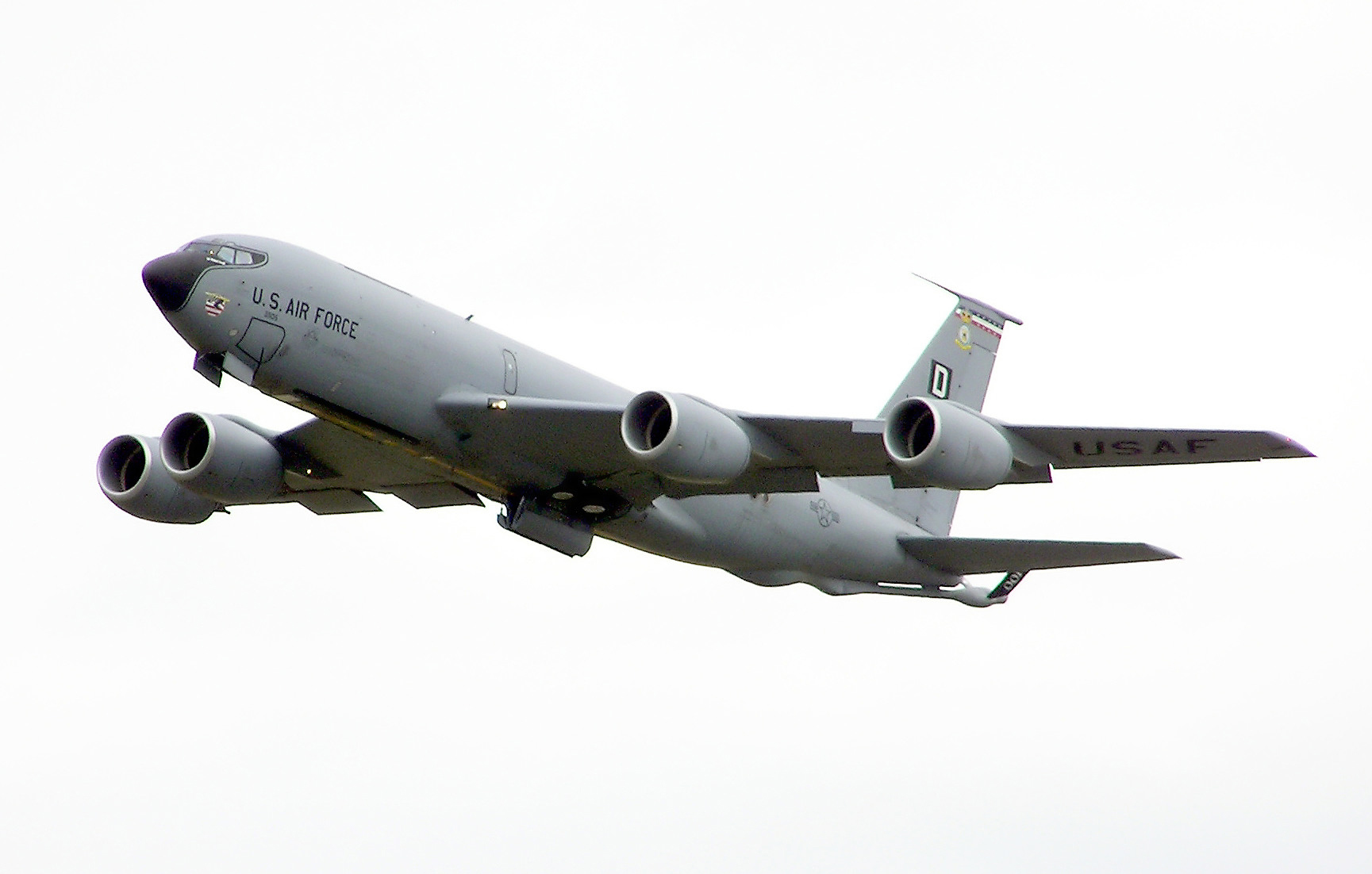
Letoun USAF KC-135R Stratotanker náležící k 100th Air Refueling Wing amerického letectva v Evropě na základně RAF Mildenhall, Velká Británie.

Drak letounu je charakteristický zkosenými křídly pod úhlem 35 stupňů, které nesou čtyři motorové gondoly, horizontálním stabilizátorem namontovaným přímo na trup hned u spodní části svislé ocasní plochy s pozitivním úhlem vzepětí a vysokofrekvenční rádiovou anténou, která trčí vpřed z horní části svislé ocasní plochy. Těmito základními znaky se letoun podobá civilním dopravním letadlům Boeing 707 a 720, ačkoliv se ve skutečnosti jedná o rozdílná letadla.
Palivo z téměř všech vnitřních nádrží může být tankováno přes tankovací rameno na zádi letounu do tankovaného letounu. Toto rameno je obsluhováno a sledováno operátorem, který sedí v ocasní části letounu.
Trup letounu bez oken je kompletně přetlakový. Vnitřek trupu je rozdělen na kokpit, hlavní palubu, nákladový prostor a spodní palubu, kde je umístěno tankovací zařízení, místo pro operátora tankovacího ramena, podvozkové šachty a nádrže.
Nákladový prostor má rozměry 24,7 x 3,28 x 2,11 m, což umožňuje přepravu šesti standardních palet s materiálem. V závislosti na množství přepravovaného paliva je možno na této palubě přepravovat až 37 600 kg nákladu.
KC-135A měl na hlavní palubě 80 míst pro cestující, v případě potřeby mohl být počet míst zvýšen až na 160 míst. Verze KC-135R má 37 míst k přepravě cestujících. Letoun může být upraven i k přepravě nemocných a raněných. V tom případě umožňuje přepravu až 44 pacientů na nosítkách.
Křídla jsou vyrobena převážně z hliníku. Podvozek je klasický tříbodový s předním podvozkem. Přední podvozek má dvě kola a dva hlavní podvozky mají každý po čtyřech kolech.

### Pohonné jednotky
Letoun je poháněn čtyřmi motory, které jsou umístěny v motorových gondolách pod křídly. Na letounu byly postupně použity motory J57, TF-33 a CFM56 (F108). Motory J57 byly vyvíjeny koncem 40. let 20. století. Tyto motory měly malý výkon a proto bylo ke zvýšení výkonu používáno vstřikování vody do motorů. Nádrž na demineralizovanou vodu měla kapacitu 2 536 l, což stačilo na vstřikování vody během dvou minut. Tento systém zvýšení výkonu však byl drahý a poruchový. Problémy byly hlavně při teplotách pod bodem mrazu.
Zavedením dvouproudových motorů TF-33 z vyřazených civilních strojů Boeing 707 přineslo zvýšení výkonu motorů až o 30% a zrušení systému pro vstřikování vody. Letouny s těmito motory měly jako jediné letouny z řady zpětný tah.
Nakonec byly letouny vybaveny dvouproudovými motory s velkým odtokovým poměrem CFM56 (vojenské označení F108). Tyto motory jsou opět mnohem silnější než motory TF-33 a navíc splňují moderní požadavky na hluk a exhalace výfukových plynů.

### Tankovací systém
Stratotanker má celkem 10 nádrží na palivo. Po třech v každém křídle (8 660 l, 7 825 l a 1 650 l v rezervní nádrži), jedna na dolní palubě mezi křídly (27 670 l), po jedné na dolní palubě před křídly (21 980 l) a za křídly (24 285 l) a poslední vzadu na letové palubě (8 265 l).
Tankovací „ráhno“ je umístěno pod ocasem letounu. Toto rameno obsluhuje operátor, který ze svého místa může kontrolovat polohu ramena a jeho připojení k tankovanému letounu. Toto rameno se skládá ze dvou trubek zasunutých teleskopicky do sebe. Jeho celková délka se pohybuje od 8,5 do 14,3 m. Vnitřní průměr tankovacího potrubí je asi 10 cm. V typické pracovní poloze je rameno sklopeno dolů pod úhlem 30 stupňů o délce 12,2 m. Rameno umožňuje odklon o 30 stupňů na obě strany a zvětšení úhlu sklopení až na 50 stupňů. Pilot tankovaného letounu je naváděn opticky, aby držel letoun ve správné pozici. Pro malé letouny se přenosová rychlost paliva pohybuje 570 - 1 700l za minutu. Přenosová rychlost paliva u velkých letounů může dosáhnout až 3 400 l/min.
Některé letouny byly po čase vybaveny i hadicovými tankovacími zařízeními v kontejnerech pod křídly. Hadice mají délku 24 m, přičemž přenosová rychlost paliva je 1 500 l/min. Čerpadla v kontejnerech jsou poháněna malými vrtulkami na přídi kontejneru. Z těchto tankovacích zařízení mohou být tankovány letouny US Navy, USMC a spojenců v NATO.

## Historie operačního nasazení

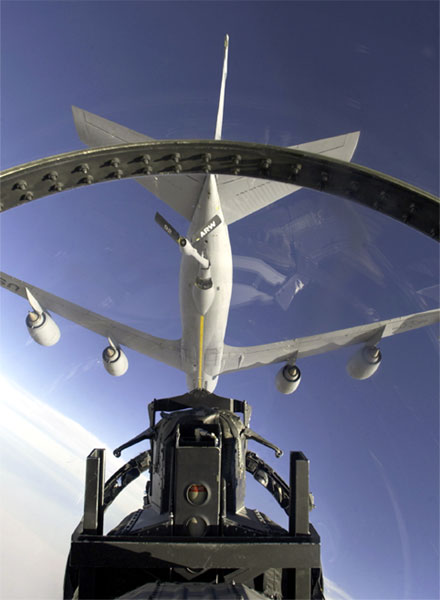
Pohled z letounu F-15 krátce po doplnění paliva z KC-135R.

Letouny KC-135 byly původně zakoupeny za účelem podpory strategických bombardérů, které podléhaly Velitelství strategického letectva, avšak koncem 60. let ve válce ve Vietnamu letouny naplno prokázaly svou všestrannost. Letoun tankoval ve vzduchu stíhací bombardéry F-105 a F-4, stejně tak i bombardéry B-52. Všem těmto letounům zvýšil dolet, takže mohly bombardovat vzdálenější cíle, než mohly běžně dosáhnout. Americkým stíhačkám umožnil trávit celé hodiny na frontě namísto několika minut, které by jim umožnilo vlastní palivo. Posádky rovněž pomáhaly poškozeným letounům doletět až na místo přistání tím, že je po celou dobu letu k základně napájely palivem. Letouny KC-135 pokračovaly v taktické podpoře letectva i v pozdějších konfliktech, jako byla například Operace „Pouštní bouře“.
Velitelství strategických vzdušných sil (Strategic Air Command) mělo ve službě letouny KC-135 Stratotanker u pravidelných jednotek od roku 1957 do roku 1992 spolu s letouny provozovanými v rámci Letecké národní gardy (Air National Guard/ANG) a Leteckých záloh (Air Force Reserve/AFRES) od roku 1975 do roku 1992.
Při velké reorganizaci USAF, které nakonec vyústilo v deaktivovaní Velitelství strategických vzdušných sil (SAC) v roce 1992, byla většina letounů KC-135 přidělena k nově vytvořenému Velitelství letecké mobility (Air Mobility Command/AMC). Zatímco AMC zajišťuje většinu tankovacích misí, malý počet letounů KC-135 byl přidělen přímo pod velení amerických leteckých sil v Evropě (United States Air Forces in Europe/USAFE), Pacifických leteckých sil (Pacific Air Forces/PACAF) a velitelství cvičného letectva (Air Education and Training Command/AETC). Všechny letouny náležející Velitelství leteckých záloh (AFRC) a většina letounů Letecké národní gardy (ANG) jsou operačně podřízeny AMC. Pouze letouny Aljašské národní letecké gardy a Havajské národní letecké gardy jsou operačně podřízeny Pacifickým leteckým silám (PACAF).
Velitelství vzdušné mobility (Air Mobility Command/AMC) má pod velením více než 481 Stratotankerů, přičemž 292 z nich spadá pod Velitelství leteckých záloh (Air Force Reserve Command/AFRC) a Národní letecké gardy (Air National Guard/ANG). Tyto letouny čas o času podporují mise AMC.
Letouny KC-135 patří spolu s letouny Tupolev Tu-95, C-130 Hercules, B-52 Stratofortress, English Electric Canberra a Lockheed U-2 k letounům, které slouží více než 50 let u svého původního uživatele.

### Nahrazení letounů KC-135
V roce 2006 nalétal každý letoun KC-135E průměrně 350 hodin a každý letoun KC-135R průměrně 710 hodin ročně. Letouny flotily KC-135 nalétají v současné době dvojnásobný počet hodin než bylo plánováno, tak aby byly uspokojeny všechny požadavky. To samozřejmě vede k vyšším nákladům na udržení letounů v provozu.

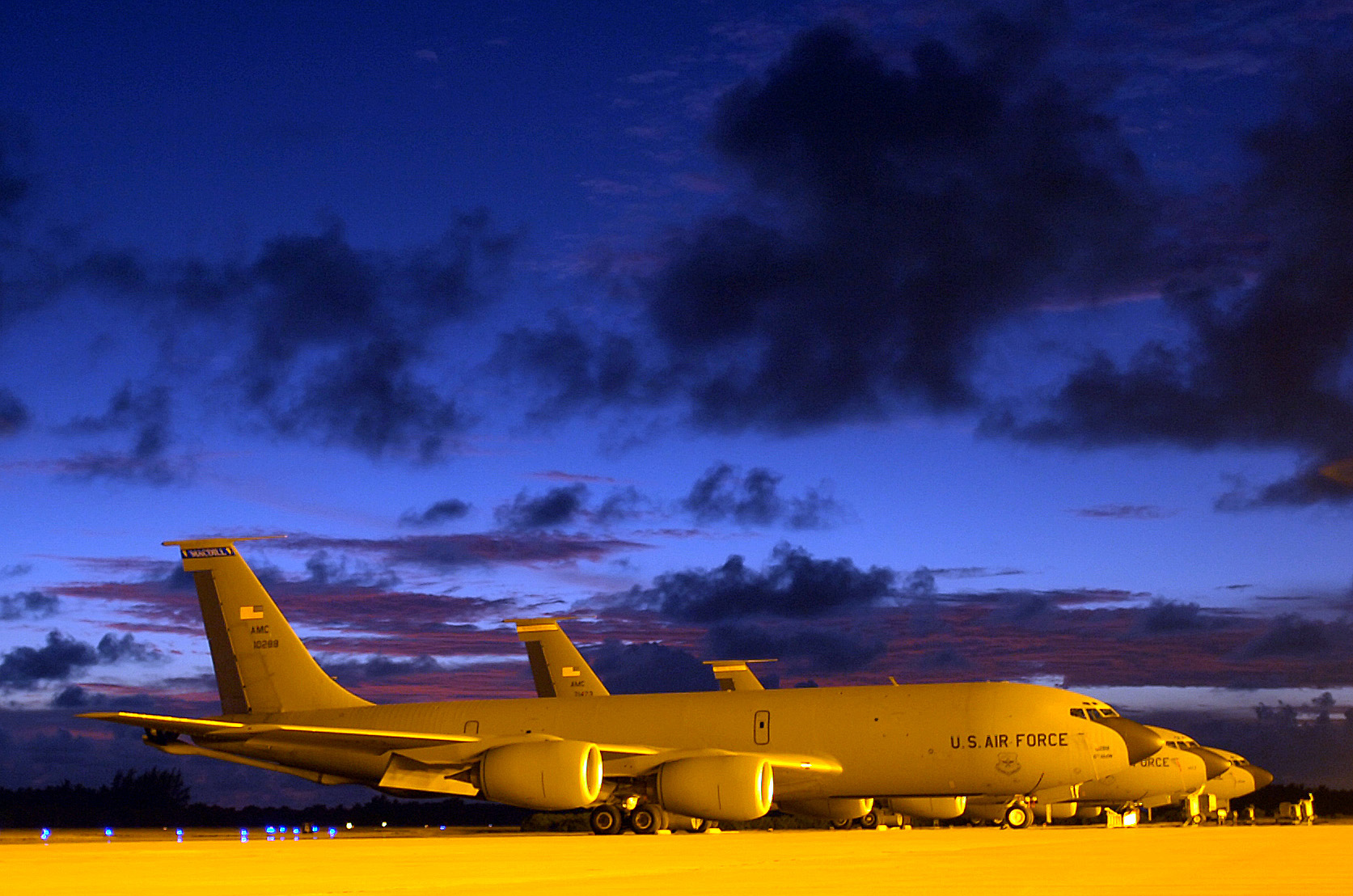
Letouny KC-135R za soumraku připraveny vzlétnout k podpoře akcí nad Afghánistánem v roce 2006

V rámci projektů amerického letectva, které vedly k variantám letounu E a R, byla určena životnost letounů na 36 000, resp. 39 000, letových hodin. Podle USAF pouze několik letounů KC-135 dosáhne těchto hodin před rokem 2040, ale v té době budou některé letouny už 80 let staré. USAF odhaduje, že stávající flotila letounů má nalétáno mezi 12 000 do 14 000 hodin. Letouny jsou tedy asi v jedné třetině své životnosti. Nicméně náklady na jejich údržbu se neustále zvyšují. Problémem začíná být i koroze draku letounu.
Mezi lety 1993 a 2003 se cena běžné údržby jednoho letounu zdvojnásobila a cena generální opravy se ztrojnásobila. V roce 1996 přišla jedna letová hodina letounu KC-135 na 8 400 USD, zatímco v roce 2002 přišla jedna letová hodina na 11 000 USD. Odhady USAF do roku 2017 očekávají další výrazný vzestup nákladů. Například, operace a podpora letounů KC-135 se zvýší z 2,2 miliardy USD v roce 2003 na 5,1 miliard USD (v hodnotě dolaru v roce 2003) v roce 2017, což znamená nárůst o 130%. V březnu 2009 americké letectvo oznámilo, že aby bylo možné provozovat tyto letouny po roce 2018, bude nutná rekonstrukce pláště letounů.
USAF proto rozhodlo o nahrazení flotily letounů KC-135. Avšak flotila těchto letounů je neobyčejně velká, a proto bude nahrazována postupně. Zpočátku měla být první skupina letadel KC-767, tankovací verze letounu Boeing 767, pronajata od společnosti Boeing. V roce 2003 bylo toto rozhodnutí změněno a USAF objednalo 80 letounů KC-767 a dalších 20 mělo být pronajato. V prosinci 2003 Pentagon projekt KC-767 zmrazil a v lednu 2006 byl definitivně zrušen. Zrušení následovalo po veřejném odhalení korupčního jednání při uzavírání smlouvy a stejně tak i rozdílné názory na pronájem letounů místo jejich zakoupení. Následně ministr obrany USA Donald Rumsfeld uvedl, že nedodání letounů KC-767 v žádném případě neohrozí operační schopnosti amerického letectva, které bude nadále dosahováno vylepšováním flotily letounů KC-135 a KC-10.
V lednu 2007 USAF oficiálně zahájilo program KC-X vypsáním požadavků na nový tankovací letoun. Program KC-X byl první fází programu nahrazení flotily letounů KC-135. americké ministerstvo obrany vyhlásilo vítězem tendru společný projekt společností EADS a Northrop Grumman odvozený od letounu Airbus A330 MRTT označovaný KC-30 (letoun dostal označení Northrop Grumman KC-45) před letounem Boeing KC-767. 18. června 2008 zaslal Boeing oficiální protest proti výběru letounu společností Northrop Grumman a EADS. V roce 2010 USAF obnovilo soutěž KC-X spolu s upřesněnými požadavky na letoun. Po vyhodnocení nabídek v únoru 2011 byl letoun Boeing KC-767 vybrán jako vítězný stroj, který nahradí letouny KC-135.

## Nehody
Během služby postihlo letoun mnoho menších i závažných nehod, které si vyžádaly téměř 400 lidských životů. Následuje výčet nejzávažnějších z nich:
- 27. června 1958 – Při pokusu o světový rekord se poblíž letecké základny Springfield-Westover, stát Massachusetts (USA) zřítil letoun KC-135A č. 56-3599. Zahynulo celkem 15 osob na palubě. Příčinou byla závada na vztlakových klapkách letounu.[26]

- 10. září 1962 – KC-135, který letěl z letecké základny Ellsworth na leteckou základnu Fairchild, havaroval v horách 32 km severovýchodně od Spokane, stát Washington. Letoun havaroval v mlze během přiblížení letecké základně. Během havárie zahynulo všech 44 osob na palubě – členové posádky a cestující.[27]

- 16. ledna 1965 - KC-135A-BN Stratotanker, 57-1442, c/n 17513, havaroval po selhání motoru krátce po startu ze základny McConnell, stát Kansas. Palivem naložené letadlo havarovalo v ulicích města a způsobilo obrovský požár. 30 lidí zahynulo, 23 na zemi a 7 členů posádky.[28]

- 17. ledna 1966 – Letoun B-52G během tankování se dostal do kolize s letounem KC-135, což vedlo k úplnému zničení tankovacího letounu (všichni 4 členové posádky zahynuli). V bombardéru zahynuli tři ze sedmi členů posádky. Bombardér nesl čtyři vodíkové bomby. Poškození dvou z nich vedlo k radioaktivnímu zamoření území poblíž Palomares ve Španělsku.[29]

- 18. května 1966 – Letoun č. 57-1444 při startu z letecké základny Okinawa-Kadena se zřítil krátce po startu vlivem nedostatečné vzletové rychlosti. Při nehodě zahynulo všech 13 osob na palubě a jedna osoba na zemi.[30]

- 17. ledna 1968 – Letoun č. 58-0026 při startu ve sněhové bouři havaroval poblíž letecké základny Minot v Severní Dakotě (USA). Všech 13 osob na palubě zahynulo.[31]

- 24. září 1968 – Posádka letounu č.55-3133 letící z Guamu do Honolulu se rozhodla přistát na letišti Wake Island v Mikronésii pro problémy s motorem. Během závěrečného přiblížení došlo ke kontaktu letounu s hladinou vody a následné havárii letounu. Zahynulo 11 z 52 cestujících na palubě. Všichni 4 členové posádky nehodu přežili.[32]

- 26. září 1976 – Letoun č. 61-0296 havaroval v členitém bažinatém terénu 20 km jihozápadně od Alpena ve státě Michigan (USA). Všech 20 osob na palubě zahynulo. Možným důvodem havárie byla dekomprese kabiny letounu.[33]

- 19. března 1982 – Letoun č. 58-0031 vybuchl za letu poblíž Greenwood, stát Illinois (USA). Pravděpodobnou příčinou bylo přehřátí zadřeného palivového čerpadla a následná exploze paliva.[34]

- 31. ledna 1989 – Letoun č. 63-7990, který letěl na Havajské ostrovy, havaroval krátce po startu ze základny Abilene-Dyess v Texasu. Všech 19 osob na palubě zahynulo.[35]

- 4. října 1989 – Letoun č.56-3592 z letecké základny Loring narazil do kopce asi 3 km severně od Perth-Andover, New Brunswick v Kanadě. Všichni 4 členové posádky zahynuli.[36]

- 13. ledna 1999 - Letoun KC-135 Letecké národní gardy státu Washington havaroval během přiblížení na přistání k letišti Geilenkirchen v Německu. Všichni čtyři členové posádky zahynuli.[37]

- 3. května 2013 - KC-135, který letěl z letecké základny Manas, havaroval na severu Kyrgyzstánu nedaleko kyrgyzsko-kazašských hranic. Letoun explodoval, rozlomil se na tři části a dopadl na zem. K nehodě došlo v neobydlené hornaté krajině. Trosky stroje zapálily step o rozloze jednoho čtverečního kilometru. Všichni tři členové posádky zahynuli.[38][39]

## Varianty
Další informace o rodině letounů C-135 obsahuje článek Boeing C-135 Stratolifter.

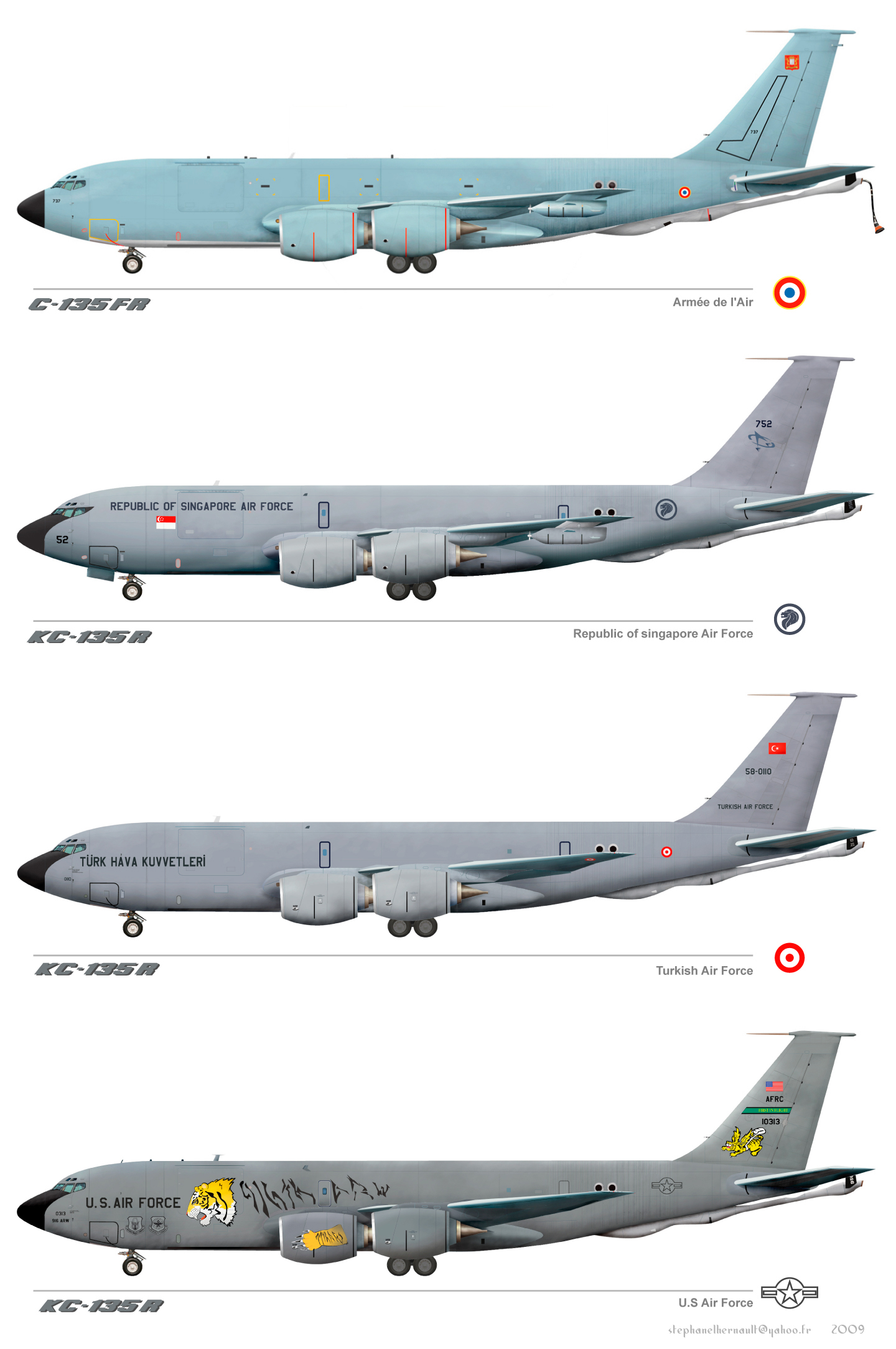
Povrchová úprava aktivních letounů KC-135

KC-135A
Původní výrobní varianta letounu poháněná čtyřmi motory Pratt & Whitney J57. Bylo postaveno 732 strojů v letech 1956 - 1964.
NKC-135A
Letoun KC-135A určený ke zkouškám.
KC-135B
17 letounů, které byly vybaveny dvouproudovými motory, které slouží jako vzdušné velitelství. Letouny si zachovaly možnost tankovat za letu a byly přeznačeny na EC-135C.
KC-135D
Všechny čtyři letouny RC-135A, které byly částečně upraveny do konfigurace KC-135A v roce 1979. Dostaly však vlastní označení, protože měly oproti verzi KC-135A více než 70 technických rozdílů. Mezi tyto odlišnosti patřil například druhý záložní elektrický pohon klapek a druhá klimatizace, která na původních letounech RC-135A byla používána k chlazení fotografických mapovacích systémů. Později při vybavení letounu motory Pratt & Whitney TF-33 a úpravě kokpitu byly letouny upraveny do standardu KC-135E (v roce 1990).
KC-135E
Letouny Letecké národní gardy a Leteckých záloh amerického letectva, které byly vybaveny motory Pratt & Whitney TF-33-PW-102 z vyřazených dopravních letounů Boeing 707 (přestavěno 161 letounů). Tyto letouny již byly vyřazeny a jsou umístěny na letecké základně Davis-Monthan k dlouhodobému uskladnění. Ve službě je nahradila varianta R.
NKC-135E
Letoun KC-135E určený ke zkouškám.
KC-135Q
Letouny KC-135A, které byly upraveny pro nesení paliva typu JP-7 pro letouny SR-71 Blackbird. Bylo upraveno celkem 56 letounů, většina z nich byla později upravena na typ KC-135T.
KC-135R
Letouny KC-135A remotorizované motory typu CFM56.
KC-135R(RT)
8 letounů KC-135R Stratotanker, které jsou upraveny i pro přijímání paliva za letu.
KC-135T
Letouny KC-135Q vybavené novými motory CFM-56. Celkem upraveno 54 letounů.
C-135F
12 letounů, které byly vyrobeny pro Francii.

## Specifikace (KC-135R)

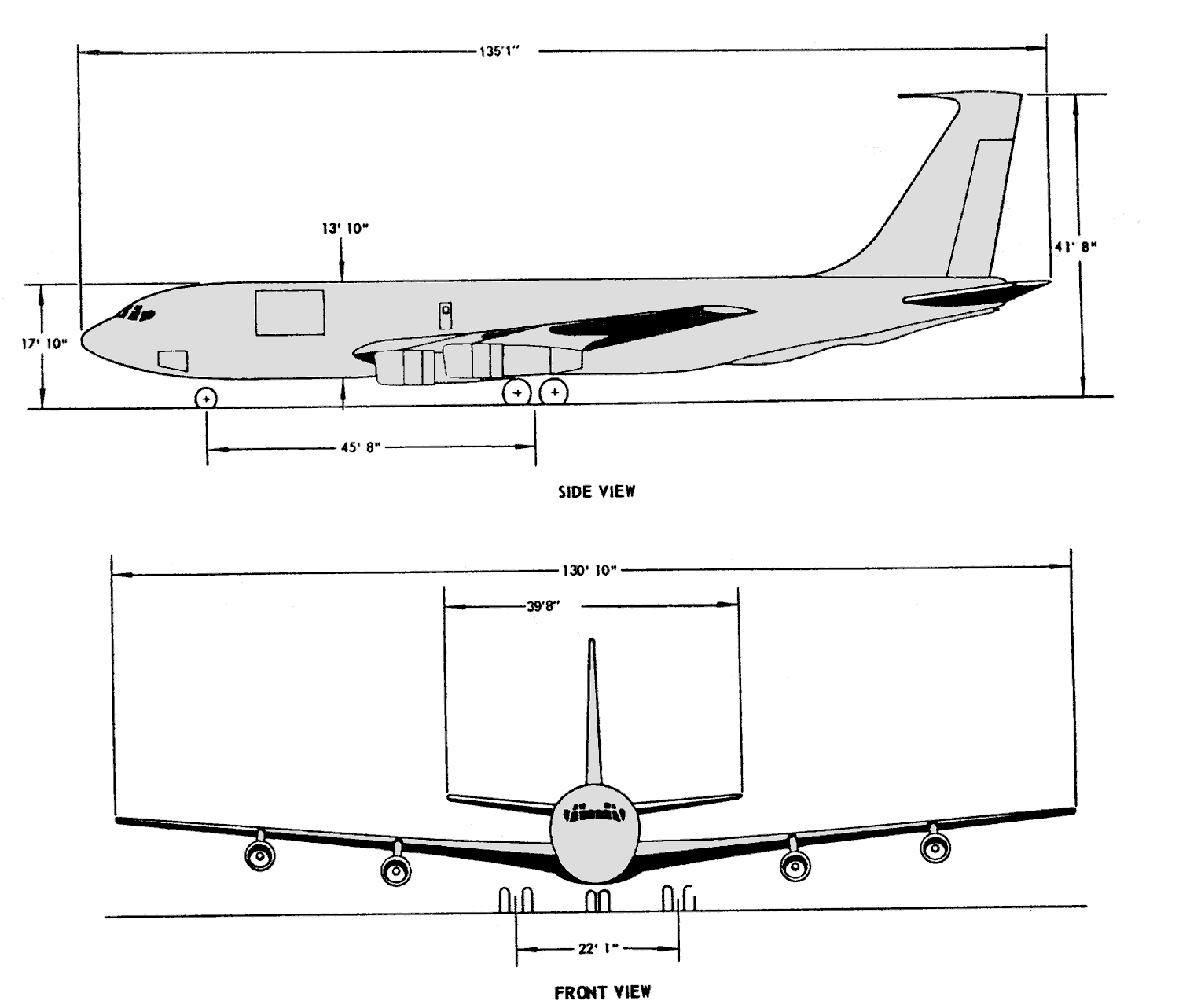
Schematický plánek letounu KC-135.

Technické údaje pocházejí z oficiálních stránek USAF.

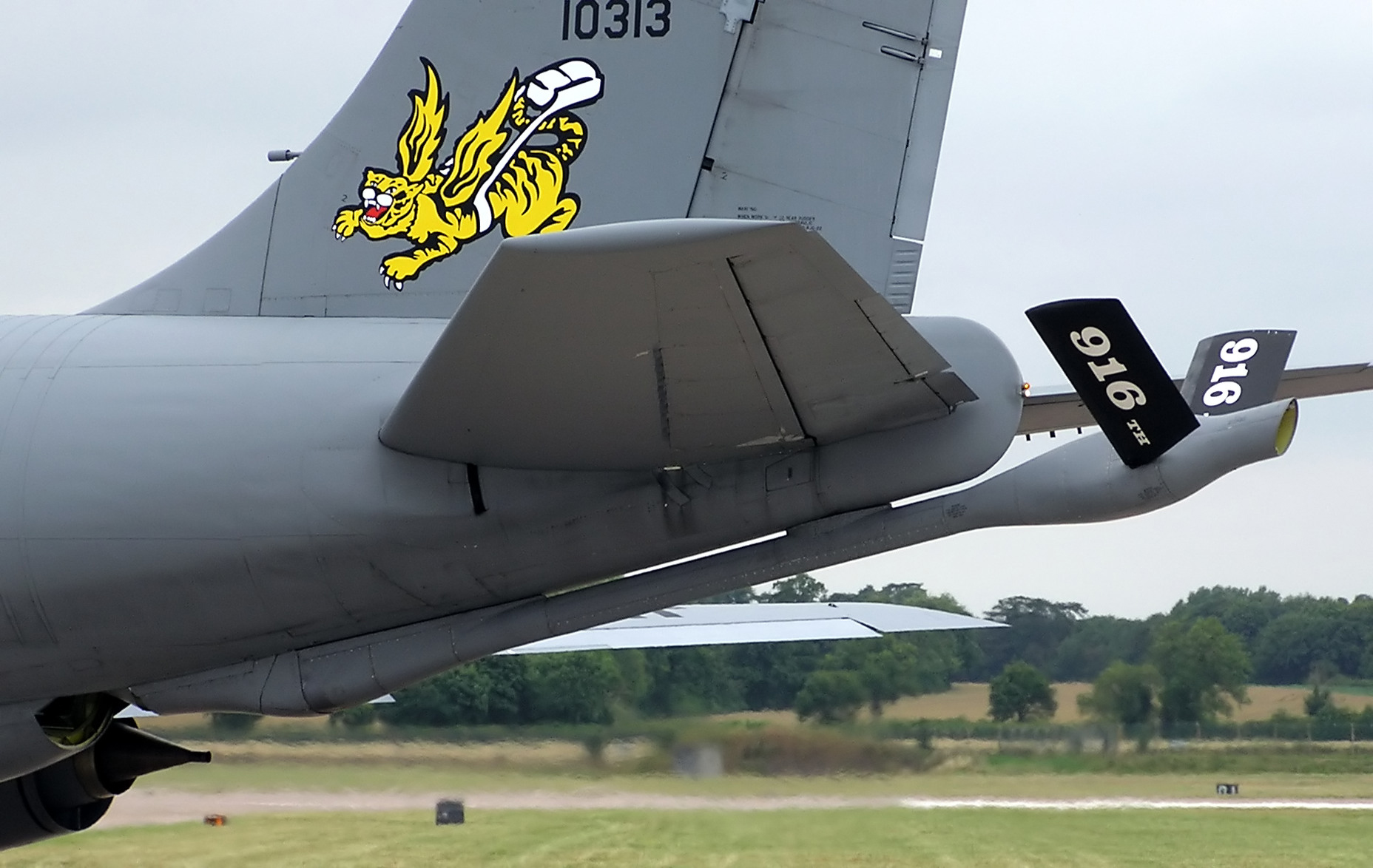
Ocas tankovacího letounu leteckých záloh KC-135R s dobře viditelným tankovacím „ráhnem“.

### Technické údaje
- Posádka: 3 (pilot, druhý pilot a operátor tankovacího zařízení) nebo 4 (navigátor)
- Kapacita: 37 cestujících
- Užitečný náklad: 37 648 kg (náklad), 90 719 kg (palivo)
- Rozpětí: 39,88 m
- Délka: 41,53 m
- Výška: 12,70 m
- Nosná plocha: 226 m²
- Plošné zatížení: 647,3 kg/m²
- Prázdná hmotnost: 44 663 kg
- Max. vzletová hmotnost : 146 285 kg
- Pohonná jednotka: 4× dvouproudový motor CFM56 (F108-CF-100)
- Výkon pohonné jednotky: 96,2 kN (21 634 liber)

### Výkony
- Cestovní rychlost: 853 km/h ve výšce 9 144 m
- Maximální rychlost: 933 km/h ve výšce ? m
- Dolet: od 2 419 km (s přepravou 68 039 kg paliva) až do 17 766 km
- Dostup: 15 240 m
- Stoupavost: 24,8 m/s (1 490 m/min)

## Uživatelé
Chile

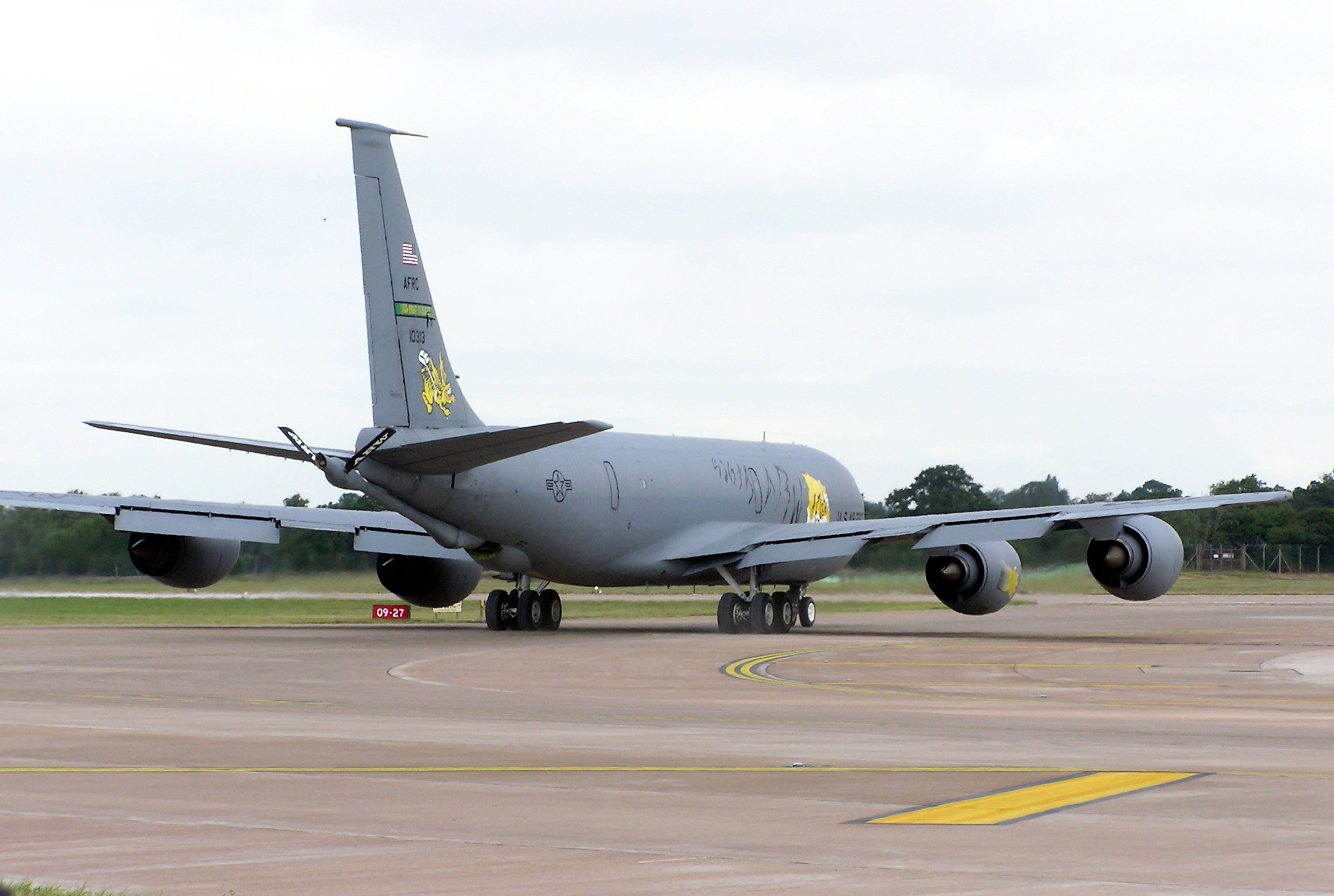
Letoun KC-135R náležící k 916. Air Refueling Wing leteckých záloh (AFRC) připravený ke startu

- Chilské letectvo obdrželo v únoru 2010 první letoun KC-135E.[47]

 Francie
- Francouzské letectvo používá 11 letounů C-135FR a 3 letouny KC-135.

 Singapur
- Letectvo republiky Singapur používá 4 letouny KC-135R, které jsou příležitostně používány k přepravě VIP osob.[48]

 Turecko
- Turecké letectvo používá 7 letounů KC-135.

 USA
- NASA (do roku 2004)
- USAF používá 449 letounů KC-135 (180 v aktivní službě, 64 u leteckých záloh a 171 u letecké národní gardy).[16]

Poznámka: Některé zdroje uvádějí, že Itálie používá několik letounů KC-135, avšak ve skutečnosti se jedná o letouny Boeing 707-300 upravené jako tankovací letouny.

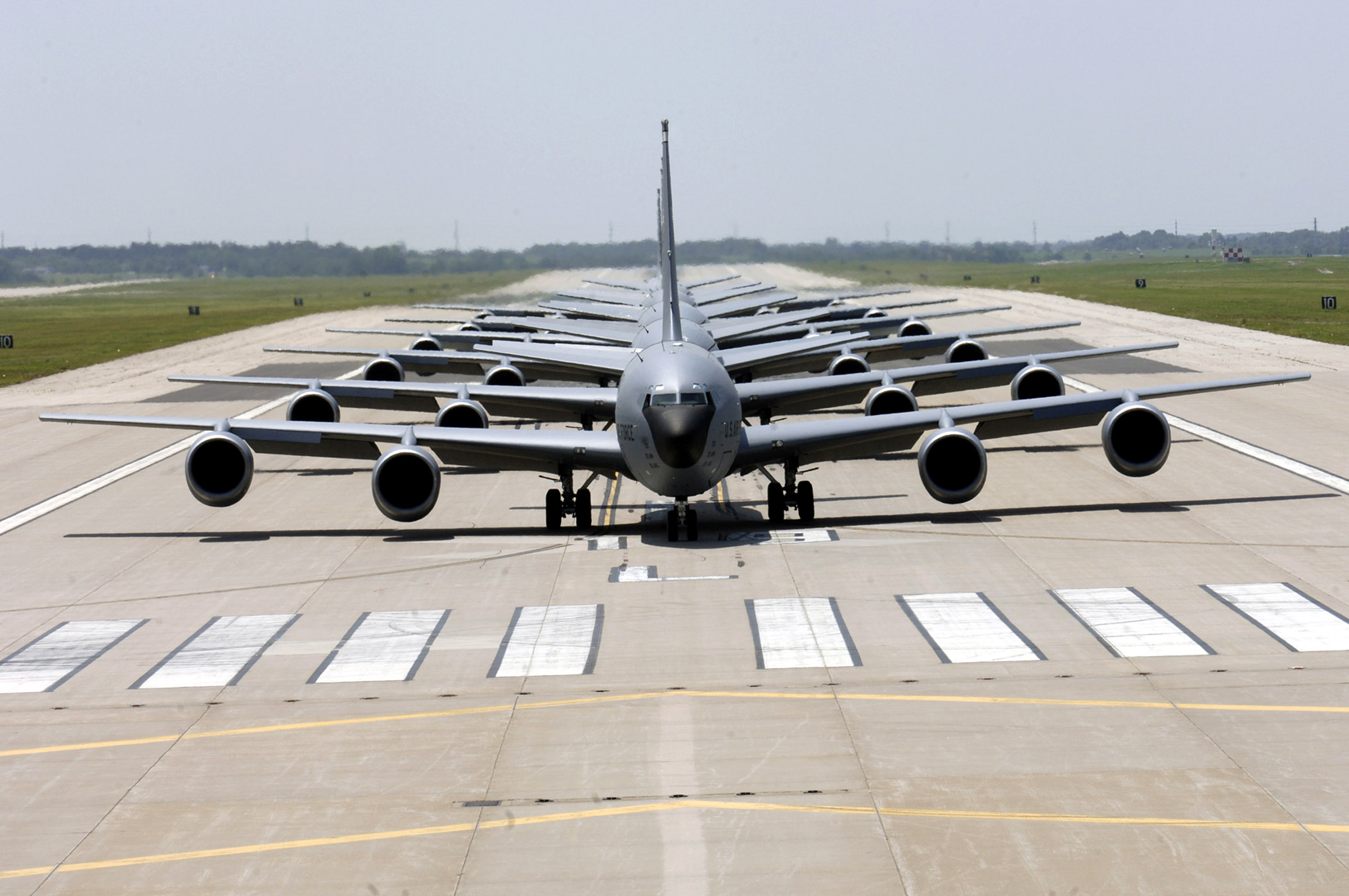
Šest letounů KC-135 Stratotanker ve formaci.